# Philadelphia (villa)
Philadelphia es una villa ubicada en el condado de Jefferson en el estado estadounidense de Nueva York. En el año 2000 tenía una población de 1,519 habitantes y una densidad poblacional de 643 personas por km².

## Geografía
Philadelphia se encuentra ubicada en las coordenadas 44°9′9″N 75°42′30″O / 44.15250, -75.70833.

## Demografía
Según la Oficina del Censo en 2000 los ingresos medios por hogar en la localidad eran de $27,083, y los ingresos medios por familia eran $30,078. Los hombres tenían unos ingresos medios de $27,833 frente a los $20,764 para las mujeres. La renta per cápita para la localidad era de $12,210. Alrededor del 17.4% de la población estaban por debajo del umbral de pobreza.